# Connarus perrottetii
Connarus perrottetii är en tvåhjärtbladig växtart som först beskrevs av Dc., och fick sitt nu gällande namn av Jules Émile Planchon. Connarus perrottetii ingår i släktet Connarus och familjen Connaraceae.

## Underarter
Arten delas in i följande underarter:
- C. p. angustifolius
- C. p. rufus